# Zasloužilý zkušební pilot Ruské federace
Zasloužilý zkušební pilot Ruské federace (rusky Заслуженный лётчик-испытатель Российской Федерации) je čestný titul Ruské federace založený roku 1995. Udílen je za zásluhy civilním i vojenským zkušebním pilotům.

## Historie
Toto vyznamenání bylo zřízeno dekretem prezidenta Ruské federace č. 1341 O zřízení čestných titulů Ruské federace,  schválení ustanovení o čestných titulech a popisu odznaku pro čestné tituly Ruské federace ze dne 30. prosince 1995. Status vyznamenání byl upraven dekretem prezidenta Ruské federace č. 1099 O opatřeních ke zlepšení systému státních vyznamenání Ruské federace ze dne 7. září 2010.
Poprvé byl tento čestný titul udělen dekretem prezidenta Ruské federace č. 671 ze dne 7. května 1996. Tehdy byli oceněni čtyři vojenští zkušební piloti. Dekret prezidenta Ruské federace č. 1466 ze dne 19. října 1996, kterým byl tento čestný titul udělen 21 zkušebním pilotům, byl publikován v tisku. Proto je toto datum často mylně považováno za první udělení tohoto vyznamenání.

## Pravidla udílení
Čestný titul Zasloužilý zkušební pilot Ruské federace se udílí zkušebním pilotům za zásluhy a za mnoho let úspěšného testování a výzkumu nových vojenských či civilních leteckých technologií, za zásluhy o zpracování návrhů na zlepšení letecké techniky a jejich jednotlivých součástí na základě výsledků letových zkoušek, za prevenci zničení unikátních vzorků nejnovější letecké techniky při jejím testování a za školení kvalifikovaného personálu. Zpravidla se udílí po deseti letech práce v oboru a za předpokladu, že nominovaná osoba již obdržela jiné resortní vyznamenání.
Čestný titul se udílí dekrety prezidenta Ruské federace na základně kladného vyřízení nominace na udělení vyznamenání.

## Popis odznaku
Odznaky všech čestných titulů Ruské federace mají jednotný vzhled, který se pouze mírně liší. Odznak je vyroben ze stříbra. Je vysoký 40 mm a široký 30 mm. Má tvar oválného věnce tvořeného vavřínovými a dubovými větvičkami. Dole jsou větvičky zkřížené a svázané stužkou. V horní části odznaku na vrcholu věnce je státní znak Ruské federace. Uprostřed je kartuše s názvem čestného titulu v cyrilici Заслуженный лётчик-испытатель.